# The Long Play
The Long Play (englisch für „Das lange Spiel“) ist das erste Debütalbum der deutsch-französischen Popsängerin Sandra, das im November 1985 erschien.

## Entstehung und Veröffentlichung
Die Erstveröffentlichung von The Long Play erfolgte am 11. November 1985 bei Virgin Records. Das Album erschien in seiner Originalausführung als CD (Katalognummer: 610 627-225) und LP (Katalognummer: 207 356 630) mit acht Titeln.
Geschrieben und produziert wurden alle Lieder vom deutsch-rumänischen Musikproduzenten Michael Cretu, lediglich beim Schreibprozess zu Heartbeat (That’s Emotion) war er nicht beteiligt. Heartbeat (That’s Emotion) ist ein Cover von Steve Halls gleichnamigem Titel (1985). Sisters and Brothers ist eine englischsprachige Coverversion von Cretus Zeitlose Reise (1983). Während er für die Produktion alleine verantwortlich zeichnete, bekam er beim Schreiben Unterstützung von Koautoren, darunter namhaft Musiker wie Klaus Hirschburger, Hubert Kemmler (Hubert Kah), Markus Löhr oder auch Richard Palmer-James. Cretu (Keyboard) und Löhr (Gitarre) waren zudem für die Instrumentierung zuständig. Während Cretu und Kah auch im Begleitgesang zu hören sind.

## Titelliste
| # | Titel                           | Autor(en)                                                           | Produzent(en) | Länge |
| - | ------------------------------- | ------------------------------------------------------------------- | ------------- | ----- |
| 1 | In the Heat of the Night        | Michael Cretu, Hubert Kemmler, Markus Löhr, Klaus Hirschburger      | Michael Cretu | 5:20  |
| 2 | On the Tray (Seven Years)       | Michael Cretu, Hubert Kemmler, Klaus Hirschburger                   | Michael Cretu | 3:45  |
| 3 | Little Girl                     | Michael Cretu, Hubert Kemmler, Markus Löhr, Klaus Hirschburger      | Michael Cretu | 3:11  |
| 4 | You and I                       | Michael Cretu, Richard W. Palmer-James                              | Michael Cretu | 6:44  |
| 5 | (I’ll Never Be) Maria Magdalena | Michael Cretu, Hubert Kemmler, Richard W. Palmer-James, Markus Löhr | Michael Cretu | 5:55  |
| 6 | Heartbeat (That’s Emotion)      | Peter Ries, Reinhard Besser, Chris Chirney                          | Michael Cretu | 4:53  |
| 7 | Sisters and Brothers            | Michael Cretu, Richard W. Palmer-James                              | Michael Cretu | 3:23  |
| 8 | Change Your Mind                | Michael Cretu, Richard W. Palmer-James                              | Michael Cretu | 4:04  |

## Singleauskopplungen
| Jahr | Titel                           | Höchstplatzierung, Gesamtwochen, AuszeichnungChartplatzierungen (Jahr, Titel, , Platzierungen, Wochen, Auszeichnungen, Anmerkungen) | Höchstplatzierung, Gesamtwochen, AuszeichnungChartplatzierungen (Jahr, Titel, , Platzierungen, Wochen, Auszeichnungen, Anmerkungen) | Höchstplatzierung, Gesamtwochen, AuszeichnungChartplatzierungen (Jahr, Titel, , Platzierungen, Wochen, Auszeichnungen, Anmerkungen) | Höchstplatzierung, Gesamtwochen, AuszeichnungChartplatzierungen (Jahr, Titel, , Platzierungen, Wochen, Auszeichnungen, Anmerkungen) | Höchstplatzierung, Gesamtwochen, AuszeichnungChartplatzierungen (Jahr, Titel, , Platzierungen, Wochen, Auszeichnungen, Anmerkungen) | Anmerkungen                                                 |
| Jahr | Titel                           | DE | AT | CH | UK | FR | Anmerkungen                                                 |
| ---- | ------------------------------- | --- | --- | --- | --- | --- | ----------------------------------------------------------- |
| 1985 | (I’ll Never Be) Maria Magdalena | DE1 Gold · (22 Wo.)DE | AT1 (18 Wo.)AT | CH1 (14 Wo.)CH | UK87 (6 Wo.)UK | FR5 Silber · (23 Wo.)FR | Erstveröffentlichung: März 1985 Verkäufe: + 5.000.000       |
| 1985 | In the Heat of the Night        | DE2 (15 Wo.)DE | AT6 (10 Wo.)AT | CH2 (11 Wo.)CH | — | FR5 Silber · (21 Wo.)FR | Erstveröffentlichung: 14. November 1985 Verkäufe: + 300.000 |
| 1986 | Little Girl                     | DE14 (15 Wo.)DE | AT27 (2 Wo.)AT | CH18 (7 Wo.)CH | — | — | Erstveröffentlichung: 24. Februar 1986                      |

## Kommerzieller Erfolg

### Chartplatzierungen
| ChartsChartplatzierungen | Höchstplatzierung | Wochen/ Monate |
| ------------------------ | ----------------- | -------------- |
| Deutschland (GfK)        | 12 (20 Wo.)       | 20 Wo.         |
| Österreich (Ö3)          | 18 (3 Mt.)        | 3 Mt.          |
| Schweiz (IFPI)           | 4 (13 Wo.)        | 13 Wo.         |

| ChartsJahrescharts (1986) | Platzierung |
| ------------------------- | ----------- |
| Deutschland (GfK)         | 60          |

### Auszeichnungen für Musikverkäufe
| Land/Region         | Auszeichnungen für Musikverkäufe (Land/Region, Auszeichnung, Verkäufe) | Verkäufe |
| ------------------- | ---------------------------------------------------------------------- | -------- |
| Deutschland (BVMI)  | Gold                                                                   | 250.000  |
| Finnland (IFPI)     | Platin                                                                 | 59.176   |
| Frankreich (SNEP)   | Gold                                                                   | 100.000  |
| Griechenland (IFPI) | Platin                                                                 | 60.000   |
| Norwegen (IFPI)     | Gold                                                                   | 50.000   |
| Schweden (IFPI)     | Platin                                                                 | 100.000  |
| Schweiz (IFPI)      | Platin                                                                 | 50.000   |
| Insgesamt           | 3× Gold · 4× Platin ·                                                  | 619.176  |